# Карбонат никеля(II)
Карбонат никеля(II) — неорганическое соединение, 
соль металла никеля и угольной кислоты с формулой NiCO3,
жёлтые или зелёные кристаллы,
не растворяется в воде,
образует кристаллогидраты.

## Получение
- В природе встречается минерал хеллиэрит — NiCO3•6H2O.

- Нагревание хлорида никеля с карбонатом кальция в запаянной ампуле:

{\displaystyle {\mathsf {NiCl_{2}+CaCO_{3}\ {\xrightarrow {150^{o}C}}\ NiCO_{3}+CaCl_{2}}}}
- Действие на раствор хлорида никеля раствором гидрокарбоната натрия, насыщенного углекислотой:

{\displaystyle {\mathsf {NiCl_{2}+2NaHCO_{3}\ {\xrightarrow {140^{o}C}}\ NiCO_{3}+2NaCl+CO_{2}+H_{2}O}}}

## Физические свойства
Карбонат никеля(II) образует жёлтые или зелёные кристаллы
тригональной сингонии,
пространственная группа R 3c,
параметры ячейки a = 0,4597 нм, c = 1,4725 нм, Z = 6.
Не растворяется в воде.
Образует кристаллогидраты состава NiCO3•n H2O, где n = 3, 6.
При температуре ниже 22,2°С переходит в антиферромагнитное состояние.

## Химические свойства
- Разлагается при нагревании:

{\displaystyle {\mathsf {NiCO_{3}\ {\xrightarrow {300^{o}C}}\ NiO+CO_{2}}}}

## Применение
- В керамической промышленности в качестве пигмента.